# حسن زعلوك (عزبة)
عزبة حسن زعلوك، عزبة تابعة لقرية الإبراهيمية بالوحدة المحلية لقرية شباس الملح، التابعة لمركز دسوق، التابع لمحافظة كفر الشيخ في جمهورية مصر العربية.